# Magnus Garden
Magnus Garden (2 febbraio 1988) è un giocatore di calcio a 5 e calciatore norvegese, centrocampista del Kurér.

## Carriera
Garden è attivo sia nel campo del calcio a 5 che in quello del calcio. Per quanto concerne quest'ultima attività, ha giocato nelle giovanili dell'Ørn-Horten. È passato poi alla Norges Handelshøyskole, per accordarsi successivamente con il Valestrand Hjellvik.
Nel corso del 2012 ha fatto ritorno all'Ørn-Horten, mentre nel 2013 si è accordato nuovamente con la Norges Handelshøyskole. Dal 2014 al 2015 è stato in forza all'Ørn Kristiania, mentre nel 2016 è passato al Kurér.
Per quanto riguarda l'attività nel calcio a 5, tra il 2011 ed il 2012 ha giocato 5 partite per la Nazionale norvegese. Ha esordito il 21 ottobre 2011, in occasione della vittoria per 2-3 contro la Bulgaria a Sofia.